# Dieidolycus gosztonyii
Dieidolycus gosztonyii és una espècie de peix de la família dels zoàrcids i de l'ordre dels perciformes.

## Hàbitat
És un peix marí i d'aigües profundes que viu entre 2.008-2.165 m de fondària.

## Distribució geogràfica
Es troba a Isla Nueva (Xile).

## Observacions
És inofensiu per als humans.